# بيندلربلوك

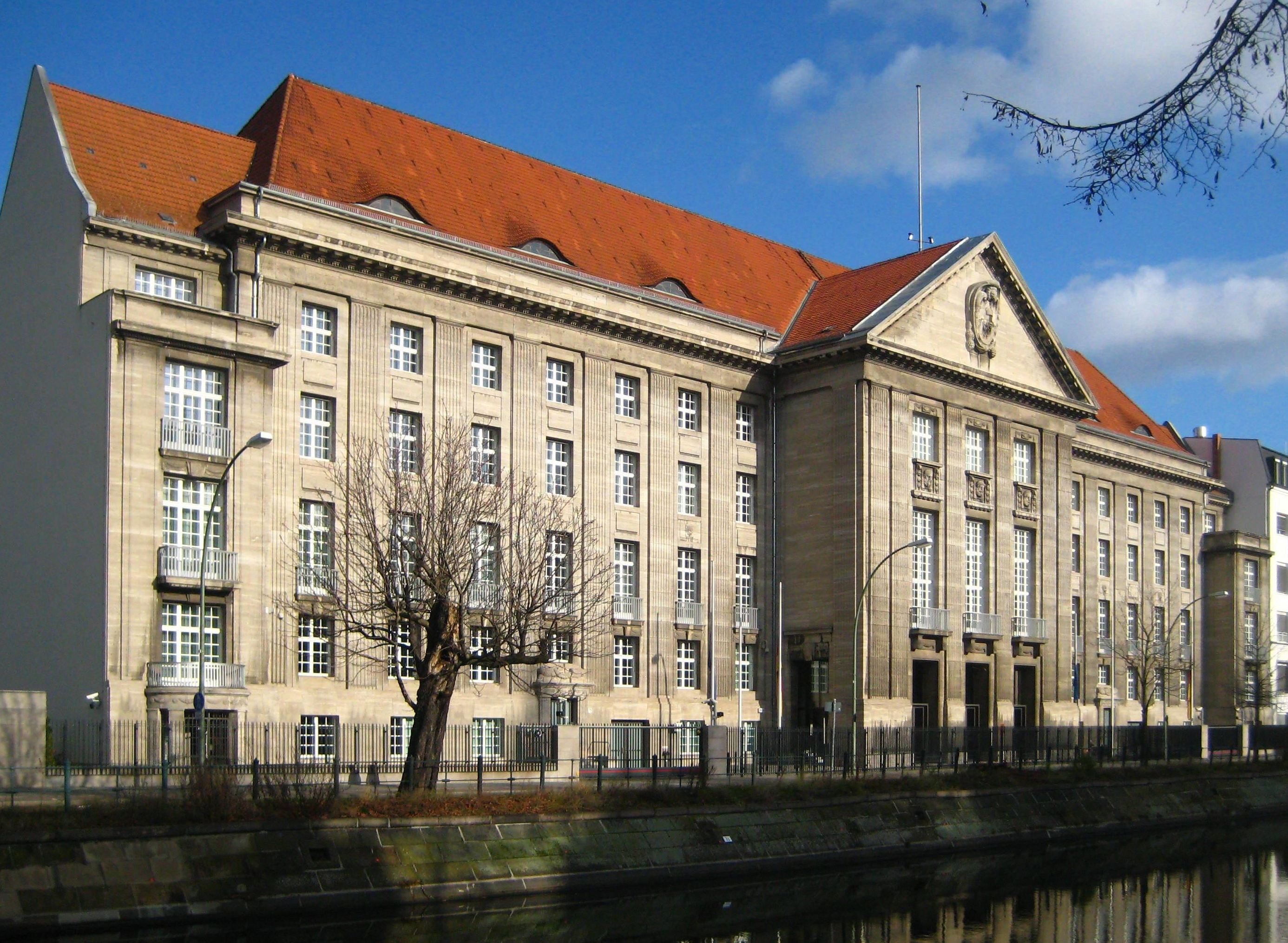
الواجهة الجنوبية على قناة لاندوير

يعتبر بيندلا بلوك مجمع في حي Tiergarten في برلين في ألمانيا، يقع في Stauffenbergstraße (المعروف سابقًا باسم Bendlerstraße). اقيم في عام 1914 كمقر لمكاتب البحرية الإمبراطورية الألمانية ووزارة الدفاع الوطنية بعد الحرب العالمية الأولى ثم وسع بشكل ملحوظ في ظل النازية، كانت تستخدم من قبل العديد من إدارات القيادة العليا للفيرماخت (OKW) من 1938، وخاصة القيادة العليا للجيوش الألمانية ووكالة المخابرات أبفير.
يتميز المبنى بأنه المقر الرئيسي لمجموعة مقاومة ألمانية للنازية من ضباط الفيرماخت الذين نفذوا مؤامرة 20 يوليو ضد أدولف هتلر في عام 1944. عندما تم إطلاق النار على قادة المؤامرة في الفناء، يتضمن المجمع أيضًا النصب التذكاري للمقاومة الألمانية. منذ عام 1993، كان مجمع المباني بمثابة مقر ثانوي لوزارة الدفاع الألمانية الاتحادية.

## اسم

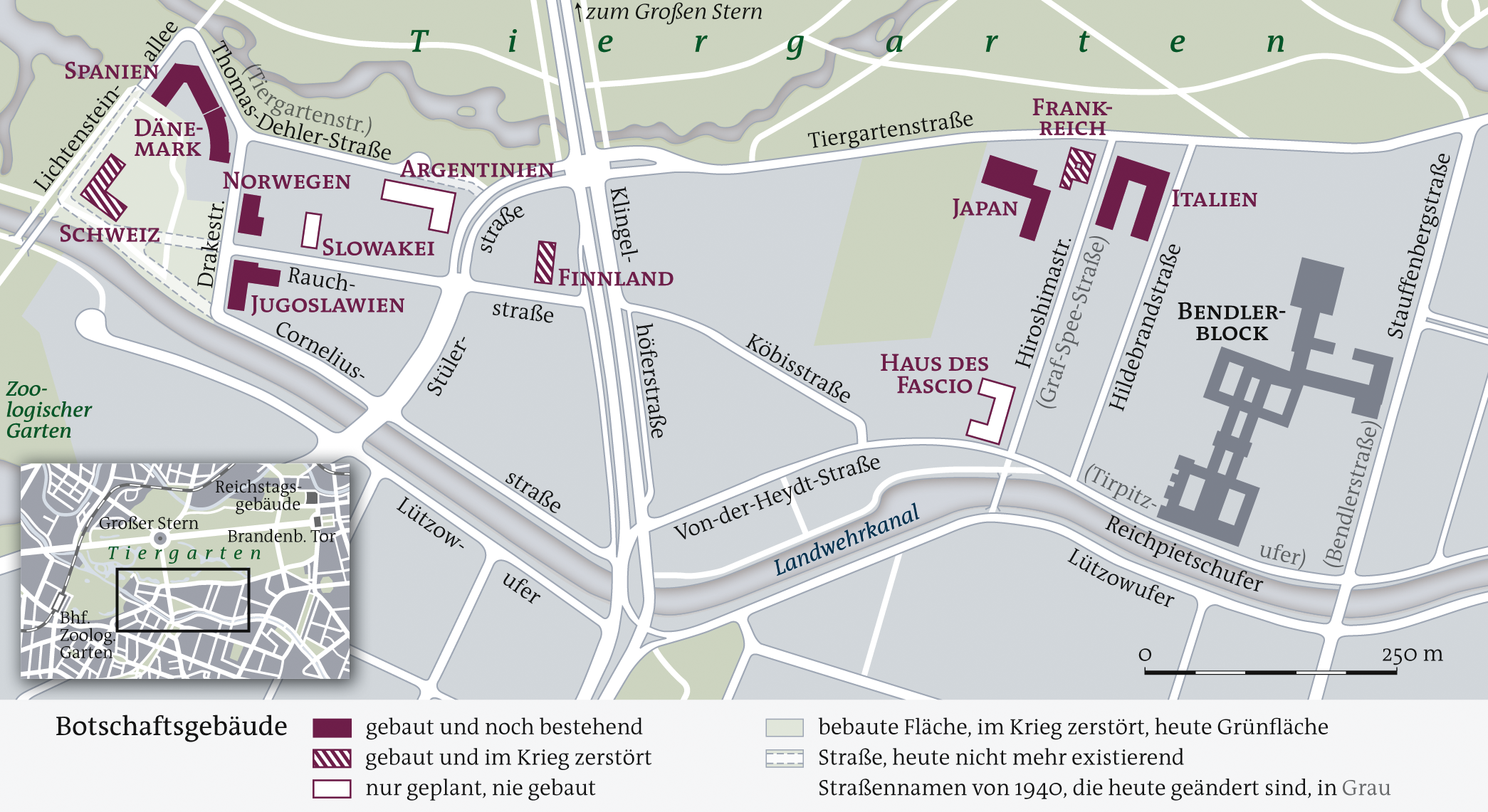
اربع Tiergarten في عام 1938، بيندلا بلوك على اليمين

حصل المجمع على اسمه من الشارع الذي كان فيه. اليوم، يقع في Stauffenbergstraße (شارع Stauffenberg سمي على شرف كلاوس فون شتاوفنبرج) الذي كان يعرف سابقًا باسم Bendlerstraße من 1837 حتى 20 يوليو 1955، بعد يوهان كريستوف بيندلر (1789-1873) من Hoym في Prussian Halberstadt Bendler، وهو رئيس ميسون وعضو في مجلس مدينة برلين، قد اكتسب الملكيات الكبيرة إلى الجنوب من اجمالي Tiergarten في الحديقة من أجل تطوير منطقة قصر لاحقة على Tiergartenstraße.

## التاريخ
تم تشييد المبنى الرئيسي على قناة Landwehr بين عامي 1911 و 1914 بأسلوب كلاسيكي جديد كمقر للمكتب البحري الإمبراطوري، حتى عام 1916 بقيادة الأميرال الكبير ألفريد فون تيربيتز. كما كان مقر قيادة هيئة الأدميرال الإمبراطورية ومجلس الوزراء البحري الإمبراطوري التابع مباشرة للإمبراطور فيلهلم الثاني. 

### فايمر الجمهورية
بعد الحرب العالمية الأولى، والألمانية فايمار كانت الحكومة لمواجهة الأنظمة المعمول بها في 1919 معاهدة فرساي، whereafter المتبقية الدفاع الوطنية و Reichsmarine ان القوات أن تقلص إلى حد كبير ومنذ ذلك الوقت استخدمت مجمع معا. كما شغل منصب رئيس وزراء الرايخويست غوستاف نوسكي والقائد الأعلى للجيش والثر رينهارت. 

### الحكم النازي
في 3 فبراير 1933، أي بعد أربعة أيام من تعيينه من قبل رئيس الرايخ بول فون هيندينبيرغ، طلب المستشار أدولف هتلر الدعم من قائد الرايخوير الجنرال كيرت فون هامرشتاين-إيكورد، حيث كشف النقاب عن أيديولوجيته السياسية. على الرغم من الدعم الذي قدمه وزير الرايخويرر الجديد فيرنر فون بلومبرج، إلا أن ظهور هتلر أدى إلى أزمة خطيرة مع قيادة الجيش واستقالة هامرستين إيكورد في ديسمبر. خلفه اللفتنانت جنرال فيرنر فون فريتش. 
من منتصف الثلاثينات فصاعدًا، تم إنشاء ملحقات كبيرة على طول المجمع وفقًا للخطط التي وضعها فيلهلم كريس. من عام 1938، تم استخدامته «قيادة الحرب البحرية» مرة أخرى في أوبركماندو دير مارينه و OKW Amt Abwehr . خدم المبنى الرئيسي مكتب الجيش العام في Oberkommando des Heeres (OKH)  تحت قيادة الجنرال فريدريش فروم، خلفه الجنرال فريدريش أولبريشت في عام 1940، وما زال يشغل منصب القائد الأعلى للجيش الألماني (هير). بعد قضية Blomberg-Fritsch في عام 1938، تولى العقيد فالتر فون براوتشيتش القيادة، ومن عام 1941 تولى هتلر قيادة نفسه.

### مؤامرة 20 يوليو

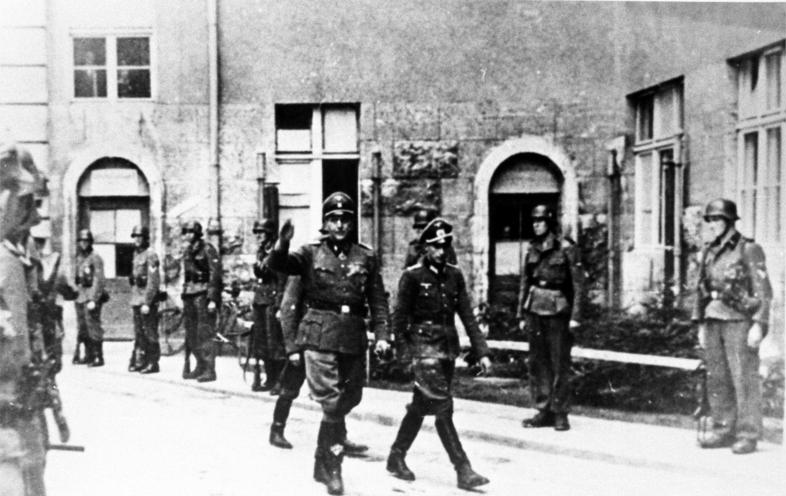
ضابط فافن إس إس أوتو سكورزيني يدخل بيندلا بلوك، يوليو 1944

في أوائل الأربعينيات من القرن العشرين، أصبح مكتب جيش اليادة العليا للفيرماخت بقيادة الجنرال Olbricht محور المقاومة العسكرية للنظام النازي. في أكتوبر 1943، تم نقل العقيد كلاوس فون ستافنبرغ إلى مكتب الجيش العام كرئيس أركان. 
في بيندلا بلوك، قام ستافنبرغ واللواء هنينج فون تريسكو بتعديل خطة «عملية فالكيري» الفيرماكية سرا لقمع ثورة محتملة في مخطط لمحاولة انقلاب على اغتيال هتلر. أعطى موقف Stauffenberg له الوصول المباشر إلى ملخصات الوضع في مقر هتلر وولف لاير في بروسيا الشرقية. في 20 يوليو 1944، وضع فتيل قنبلة هناك وعاد على الفور إلى برلين.
انفجرت القنبلة ولكن نجا هتلر. مع تقدم اليوم وانتشار الأخبار، لم يتمكن المتآمرون من السيطرة على ألمانيا. بعد إلقاء القبض على المتآمرين في بيندلا بلوكبأمر من الجنرال فريدريش فروم، تم إعدام مقاتلي المقاومة الكولونيل فون ستاوفنبرغ، والجنرال أولبريشت، وألبريشت ميرتز فون كيرنهايم ومعاكس شتوفنبرغ فيرنر فون هايفتن، بإطلاق النار من قبل فرقة إطلاق النار في نفس الليلة. سمح لراسم خامس، الجنرال أوبروف لودفيج بيك، بإطلاق النار على نفسه. لم تؤتي ثمار فروم ثمارها: تم اعتقاله بتهمة التواطؤ في اليوم التالي، وحُكم عليه بالإعدام وأُعدم في 12 مارس 1945.
خلال معركة برلين في الأيام الأخيرة من الحرب العالمية الثانية في أواخر أبريل وأوائل مايو 1945، استخدم الجنرال هيلموث ويدلينج، قائد منطقة الدفاع في برلين، بيندلربلوك كمقر له قبل أن يستسلم للجنرال فاسيلي تشويكوف من الجيش الأحمر السوفيتي في 06:00 أنا في مايو 2.

### عصر ما بعد الحرب

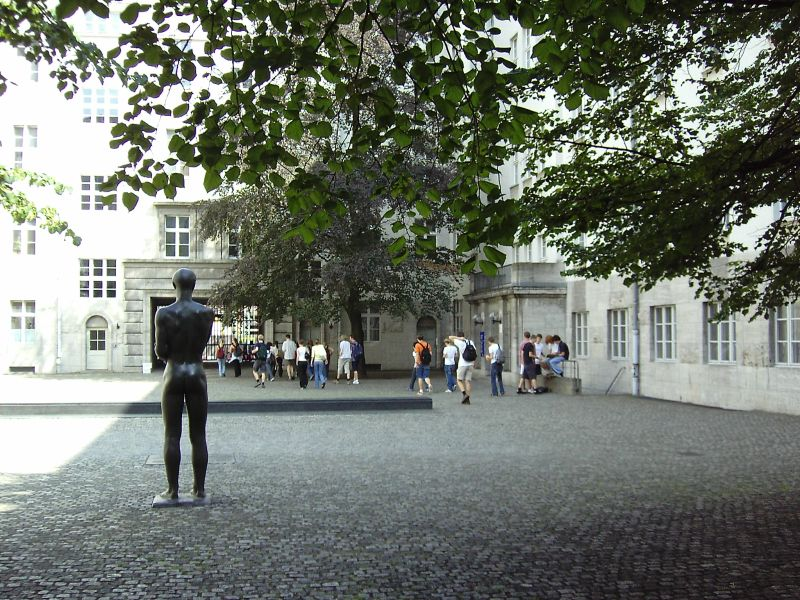
فناء حيث تم إعدام المتآمرين 20 يوليو

يضم قسم من بيندلا بلوك فناء حيث أُعدم Stauffenberg والمتآمرين الآخرين، حاليا هو النصب التذكاري للمقاومة الألمانية. يستخدم أيضًا كواحد من المواقع الاحتفالية حيث يقوم أعضاء جدد في Wachbataillon من الجيش الألماني (وحدة الحفر التابعة للجيش الألماني) بأداء اليمين.